# Ernest Hall (cầu thủ bóng đá)
Ernest Hall (6 tháng 8 năm 1916 - 1944) là một cầu thủ bóng đá thi đấu ở Football League cho Brighton & Hove Albion, Newcastle United và Stoke City.